# Hoplitis mutica
Hoplitis mutica är en biart som först beskrevs av Warncke 1991.  Hoplitis mutica ingår i släktet gnagbin, och familjen buksamlarbin. Inga underarter finns listade i Catalogue of Life.